# Balignicourt
Balignicourt é uma comuna francesa na região administrativa de Grande Leste, no departamento de Aube. Estende-se por uma área de 13,06 km². Em 2010 a comuna tinha 65 habitantes (densidade: 5 hab./km²).